# Ждани (Псковская область)
Ждани — деревня в северо-западной части Струго-Красненского района Псковской области. Входит в состав Марьинской волости. Численность населения деревни составляет на 2000 год — 311 жителей, на 2010 год — 261 житель.

## География
Находится на северо-востоке региона, в  северо-западной части  района, в 17 км к северо-западу от райцентра посёлка Струги Красные и к юго-востоку от волостного центра деревни Марьино к западу от озера Чёрное.
Экологическая обстановка весьма благоприятна. Недалеко от деревни есть озеро Черное.

## История
Согласно Закону Псковской области от 28 февраля 2005 года  деревня Ждани вошла в состав образованного муниципального образования Сиковицкая волость.
До апреля 2015 года деревня Ждани входила в  Сиковицкую волость.
В соответствии с Законом Псковской области от 30 марта 2015 года № 1508-ОЗ   деревня Ждани, вместе с другими селениями упраздненной Сиковицкой волости, вошла в состав образованного муниципального образования «Марьинская волость».

## Население
| 2001 | 2002 | 2010 | 2011 |
| ---- | ---- | ---- | ---- |
| 311  | ↘239 | ↘186 | ↗261 |

## Инфраструктура
Личное подсобное хозяйство.

## Транспорт
Имеется автобусное сообщение с Стругами Красными